# Milo Machado Graner
Milo Machado Graner (Asnières-sur-Seine, Francia, 31 de agosto de 2008) es un actor francés. Es conocido por su papel en la película Anatomía de una caída (2023), por la que recibió varios elogios, incluidas nominaciones a los premios Critics Choice, Lumières y la Sociedad Internacional de Cinéfilos a mejor actor de reparto e intérprete revelación.

## Primeros años de vida
Machado Graner tiene un hermano, Solan, con quien protagonizó Esperando a Bojangles (2021).

## Carrera
En 2021, Machado Graner debutó como actor en la primera temporada de la serie In Therapy, en la que interpretó al hijo del psiquiatra y psicoanalista interpretado por Frédéric Pierrot.
En 2023, interpretó a Daniel, el hijo discapacitado visual de Sandra, en el drama judicial de Justine Triet Anatomía de una caída, que ganó la Palma de Oro en Cannes. En un principio, Triet buscó actores ciegos y con discapacidad visual para el papel, pero finalmente el casting se abrió para incluir a niños videntes. Triet estaba decidida a elegir a un actor rubio que encajara con la actriz principal, Sandra Hüller, que interpreta a la madre de Daniel; sin embargo, al escuchar el audio de la cinta de la audición de Machado Graner, le invitó a una audición de repesca en noviembre de 2021. Triet quedó impresionada por su transformación emocional y su madurez, lo que la convenció de elegirlo inmediatamente para el papel. Recibió una nominación al mejor intérprete joven en los Critics' Choice Awards 2023. En enero de 2024 Machado Graner fue nominado a mejor actor revelación en los Premios César 2024 y obtuvo un doblete de nominaciones en los Premios de la Sociedad Internacional de Cinéfilos 2024 a mejor actor de reparto y mejor intérprete revelación.

## Filmografía
- Waiting for Bojangles (2021)
- Calle de la Humanidad, 8 (2021)
- Anatomía de una caída (2023)

## Premios y nominaciones
| Año  | Título                | Premio                                            | Categoría                   | Resultado | Ref.  |
| ---- | --------------------- | ------------------------------------------------- | --------------------------- | --------- | ----- |
| 2024 | Anatomía de una caída | Premios de la Sociedad Internacional de Cinéfilos | Mejor actor de reparto      | Nominado  | [ 2 ] |
| 2024 | Anatomía de una caída | Premios de la Sociedad Internacional de Cinéfilos | Mejor intérprete revelación | Nominado  | [ 2 ] |